# L'origen dels guardians
L'origen dels guardians (títol original en anglès: Rise of the Guardians) és una pel·lícula d'animació infogràfica en 3D de comèdia, fantasia i acció dels Estats Units del 2012 produïda per DreamWorks Animation i distribuïda per Paramount Pictures. Està dirigida per Peter Ramsey, la seva primera pel·lícula, amb guió de David Lindsay-Abaire, i està basada en la sèrie de llibres The Guardians of Childhood i el curtmetratge The Man in the Moon de William Joyce. Es va estrenar el 21 de novembre de 2012 als Estats Units.
Ha estat doblada al català.

## Sinopsi
Quan un esperit maligne, conegut com a Ombra, decideix inundar de por els cors dels nens, el Pare Noel, el conill de Pasqua, l'home del sac i la fada de les dents, els Guardians immortals, uneixen les seves forces per protegir els desitjos, les creences i la imaginació dels més petits.

## Repartiment
- Chris Pine com a Jack Gebrat, l'esperit de l'hivern.[7]
- Jude Law com a Ombra, l'essència de la por i rei del malson.[7]
- Alec Baldwin com a Pare Noel, líder dels guardians i guardià de la curiositat.[7]
- Hugh Jackman com a Conill de Pasqua, guardià i portador dels ous de Pasqua i guardià de l'esperança.[7]
- Isla Fisher com a fada de les dents, guardiana dels records.[7]
- L'home de sorra (Mr. Sandman), guardià dels somnis i el més gran dels guardians que no parla però es comunica mitjançant imatges de sorra que forma per sobre del seu cap.
- Dakota Goyo com a Jamie Bennett, un nen que no ha deixat de creure en els guardians.
- Georgie Grieve com a Sophie Bennett, germana petita de Jamie.
- Jacob Bertrand com a Monty.
- Dominique Grund com a Cupcake.
- Olivia Mattingly com a Mary, germana de Jack.

## Doblatge[8]
| Veu original   | Doblatge en català  | Paper             |
| -------------- | ------------------- | ----------------- |
| Chris Pine     | Marcel Navarro      | Jack Gebrat       |
| Alec Baldwin   | Joan Carles Gustems | Pare Noel         |
| Jude Law       | José Posada         | Ombra             |
| Isla Fisher    | Mar Nicolás         | Fada de les dents |
| Hugh Jackman   | Carles di Blasi     | Conill de Pasqua  |
| Dakota Goyo    | Ferran Cornudella   | Jamie Bennett     |
| Emily Nordwind | Maria Lluïsa Magaña | Mare de Jamie     |